# Vicia multicaulis
Vicia multicaulis är en ärtväxtart som beskrevs av Carl Friedrich von Ledebour. Vicia multicaulis ingår i släktet vickrar, och familjen ärtväxter. Inga underarter finns listade i Catalogue of Life.

## Bildgalleri

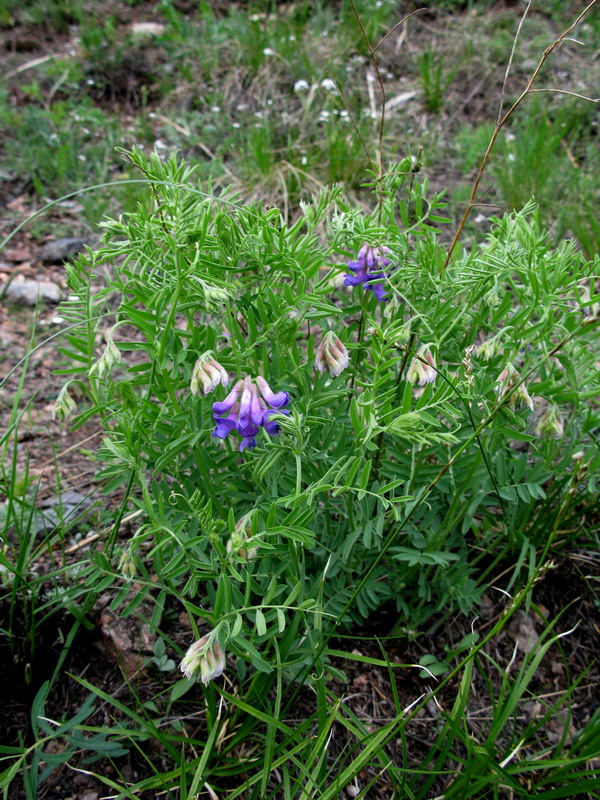